# Freddie van der Goes
Frederika Jacoba „Freddie” van der Goes (ur. 26 listopada 1908 w Pretorii, zm. 24 października 1976 tamże) – południowoafrykańska pływaczka. Brązowa medalistka olimpijska z Amsterdamu.
Zawody w 1928 były jej jedynymi igrzyskami olimpijskimi. Brązowy medal zdobyła w sztafecie kraulowej, wspólnie z nią tworzyły ją także Mary Bedford, Rhoda Rennie i Kathleen Russell. Na dystansie 400 metrów kraulem zajęła piąte miejsce. Miała wówczas 19 lat.